# Publio Sempronio Sofo (console 304 a.C.)
Publio Sempronio Sofo (in latino Publius Sempronius Sophus; fl. IV secolo a.C.) è stato un politico e militare romano dell'età repubblicana.

## Biografia
Padre dell'omonimo Publio Sempronio Sofo, console nel 268 a.C., fu eletto console nel 304 a.C., con il collega Publio Sulpicio Saverrione Sotto il loro consolato fu concessa la pace ai Sanniti, ponendo così fine alla seconda guerra sannitica.
Successivamente i due consoli posero le armi contro gli Equi, colpevoli secondo i romani, di essersi alleati prima agli Ernici, poi ai Sanniti in funzione anti-romana. Senza che si giungesse ad una battaglia campale, i romani ne conquistarono 31 città, tanto che Livio racconta:
(Tito Livio, Ab Urbe condita, IX, 45.)
In seguito fu pontefice (300 a.C.), uno dei primi quattro plebei ad accedere alla carica religiosa in applicazione della recentissima Lex Ogulnia, e censore (299 a.C.). Nel 296 a.C. presidiò Roma durante l'attacco di Umbri, Etruschi e Sanniti.